# چرکسک

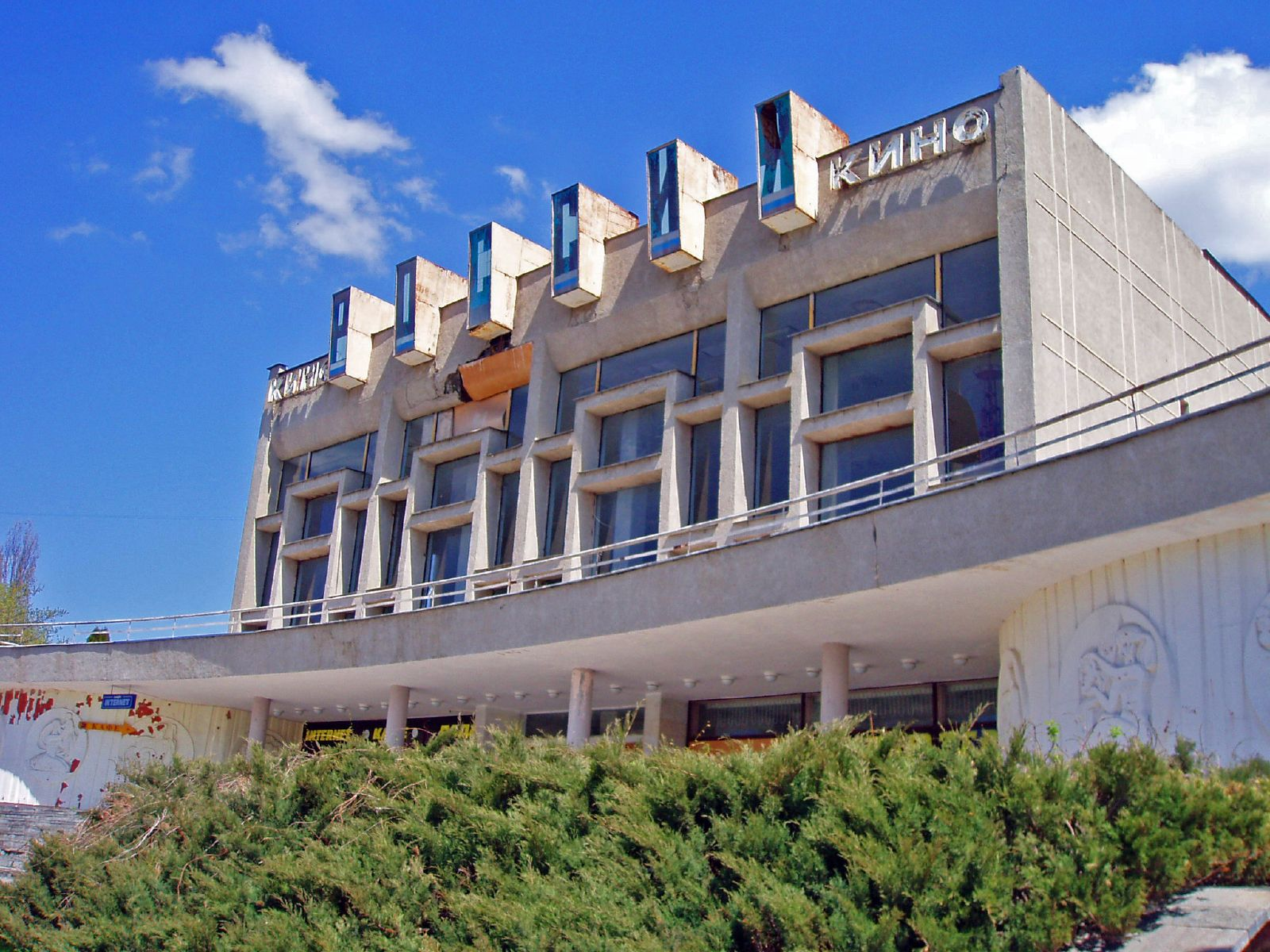
ساختمان سینمای چرکسک.

چرکِسک (به روسی: Черке́сск) شهری است در جنوب روسیه.
این شهر مرکز جمهوری قره‌چای و چرکس است و ۱۱۶٬۲۴۴ نفر جمعیت دارد. (سال ۲۰۰۰).
چرکسک در سال ۱۸۰۴ بنیاد شد. نام آن در آغاز باتالپاشینسکایا بود.
این شهر در شمال جمهوری و در کنار رود کوبان واقع شده.
نام این شهر طی سال‌ها چندین بار به‌شرح زیر عوض شده‌است:
- ۱۸۰۴: باتالپاشینسکایا
- ۱۹۳۱: باتالپاشینسک
- ۱۹۳۴: سولیموف
- ۱۹۳۷: یژوو-چرکسک
- ۱۹۳۹: چرکسک